# Antiochenisch-Orthodoxe Metropolie von Deutschland und Mitteleuropa

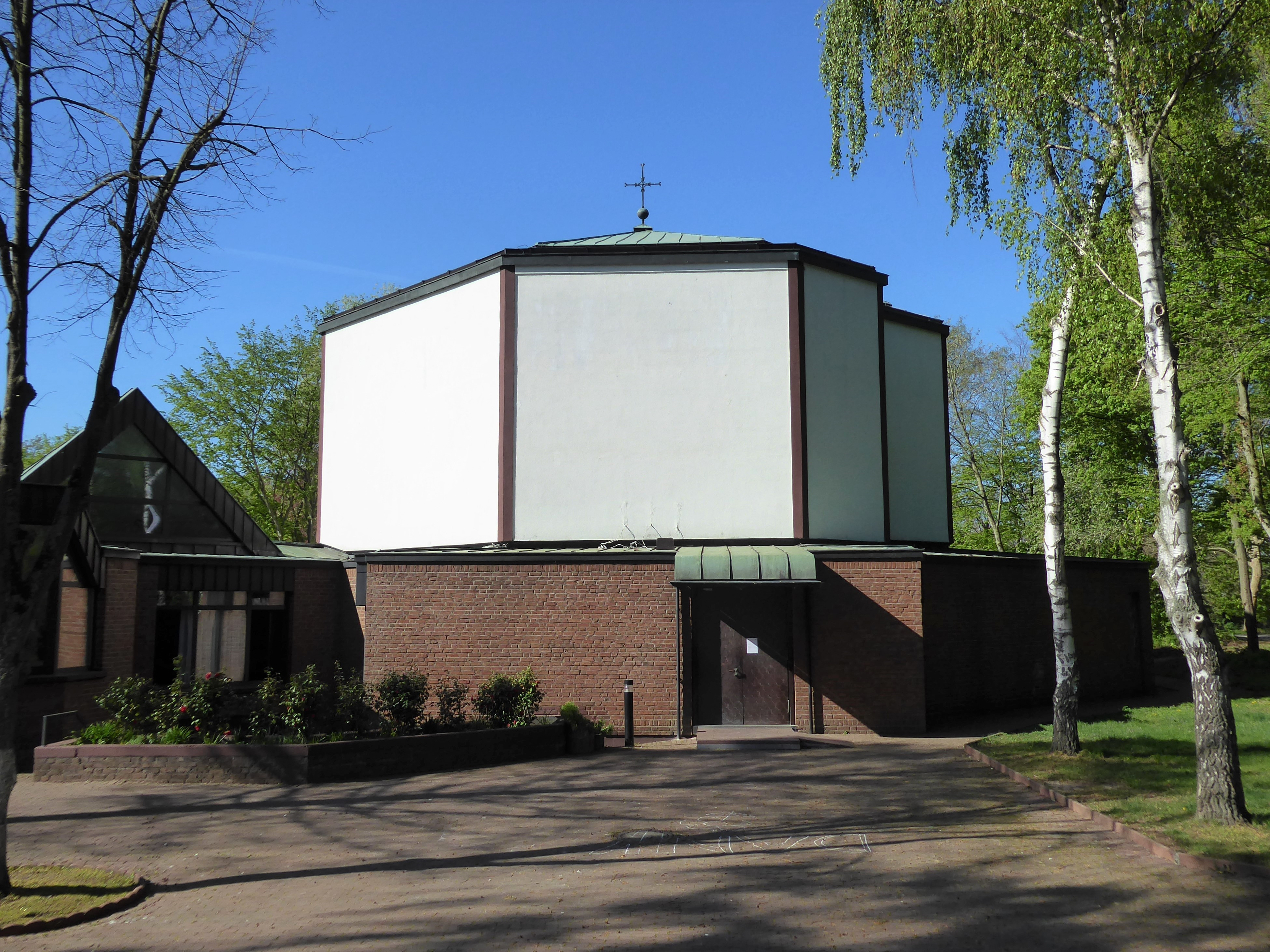
Seit dem Jahr 2013 Hauptsitz des Metropoliten, die Kathedrale St. Dimitrios in Köln-Seeberg.

Die Antiochenisch-Orthodoxe Metropolie von Deutschland und Mitteleuropa ist eine Erzdiözese des Griechisch-Orthodoxen Patriarchats von Antiochien. Derzeitiger Metropolit ist Isaak (Barakat) mit Sitz in Köln.

## Geschichte
Erste Auswanderungswellen aus dem Nahen Osten begannen am Ende des 19. Jahrhunderts. Ab 1969 kamen antiochenisch-orthodoxe Familien insbesondere aus der türkischen Provinz Hatay als Gastarbeiter nach Deutschland. Weitere folgten ab 1976 als Asylbewerber aufgrund von Verfolgungen in der Türkei. Geistliche Betreuung erhielten die Ankommenden und entstehenden Gemeinden durch Vertreter und in der russisch-orthodoxen Auslandskirche sowie der griechisch-orthodoxen Metropolie.
Im Jahr 1982 wurde in Paris ein Vikariat – mit Bischof Gabriel (Salibi) – des Patriarchats von Antiochien gegründet. Dieser wurde 2000 Metropolit der neugegründeten Metropolie von Zentral- und Westeuropa. Der Sitz des ehemaligen Vikariats blieb in Paris. Ihm folgte 2008 Youhanna (Yazigi) als Metropolit. 2010 wurde Bischof Hanna (Haikal) zum Weihbischof von Berlin ernannt. Infolge des Bürgerkriegs in Syrien und der anschließenden Flucht vieler Menschen nach Europa stieg die Zahl der Rum-Orthodoxen in Deutschland ab 2011 deutlich an.
Nach der Wahl von Metropolit Youhanna zum Patriarchen, mit neuem Namen Johannes X., gründete dieser die Metropolie für Deutschland und Mitteleuropa (umfasst neben Deutschland auch Österreich, die Niederlande und Ungarn) und ernannte Isaak (Barakat) zum Metropoliten. Die Einführung in das Amt erfolgte am 24. November 2013 in der Kirche St. Dimitrios durch Patriarch Johannes X. Anwesend waren auch Vertreter anderer Konfessionen, wie der evangelische Bischof Martin Hein. Metropolit Isaak war zuvor Weihbischof in Damaskus. Zehn Jahre später wurde im Jahr 2023 in Dollendorf/Blankenheim das erste antiochenisch-orthodoxe Kloster auf dem Gebiet der Diözese gegründet.

## Struktur
Metropoliten
- Seit 2013 Isaak (Barakat)

Weitere Bischöfe
- Weihbischof Hanna (Haikal), Sitz: Berlin

Zur Metropolie gehören rund 24.000 Gläubige, verteilt auf mehr als 30 Gemeinden (davon zwei in Österreich und zwei in den Niederlanden), die von 21 Priestern betreut werden. 2022 erhielt sie den Status einer Körperschaft des öffentlichen Rechts durch das Land Nordrhein-Westfalen. Der Gottesdienst wird überwiegend auf Arabisch, aber zunehmend auch auf Deutsch zelebriert.